# Мелнишка река
Мелнишка река е река в Югозападна България, област Благоевград, общини Сандански и Петрич, ляв приток на река Струма. Дължината ѝ е 30 км. Отводнява части от югозападните склонове на Пирин.
Мелнишка река се образува от сливането на двете съставящи я реки Сугаревска река (лява съставяща) и Доленска река (дясна съставяща) на 600 м северно от град Мелник. За начало се приема Доленска река, която извира под името Таушанска (Заешка) река на 2409 м н.в., на около 300 м югозападно от връх Кельо (2484 м) в Северен Пирин. По цялото си протежение тече в посока юг-югозапад, в началото в дълбока и добре залесена с широколистни гори долина, а след село Долени навлиза в обезлесена и силно ерозирана долина, изградена от песъчливо-глинести материали. В тях Мелнишка река и лявата я съставяща Сугаревска река образуват красиви земни пирамиди. По време на валежи приижда бързо в долното си течение и е опасна с многото си наноси, поради което в този участък цялото ѝ корито е коригирано с водозащитни диги. През лятото поради намаления отток голяма част от водите ѝ се губят сред мощните глинесто-песъчливи материали. След село Зорница навлиза в Петричко-Санданската котловина, при село Кромидово завива на запад, а след село Ново Кономлади – изкуствено рязко на юг. Влива се отляво в река Струма, на 85 м н.в., на 1,8 км западно от село Марикостиново.
Площта на водосборния басейн на реката е 97 км2, което представлява 0,56% от водосборния басейн на река Струма.
Основни притоци: → ляв приток, ← десен приток
- → Сугаревска река (най-голям приток)
- → Роженски дол
- ← Горносушицка река

Реката е с преобладаващо дъждовно-снежно подхранване с пролетно пълноводие – април-май и лятно маловодие – август-септември. Среден годишен отток в устието – 0,75 m3/s.
По течението на реката са разположени 7 населени места, в т.ч. 1 град и 6 села:
- Община Сандански – Долени, Мелник, Лозеница, Зорница;
- Община Петрич – Кромидово, Капатово, Ново Кономлади.

Част от водите на реката в долното течение, в Петричко-Санданската котловина се използват за напояване.
Между село Лозеница и град Мелник, на протежение от 2,5 км преминава участък от третокласен път № 109 от Държавната пътна мрежа Ново Делчево – Хотово – Мелник.

## Топографска карта
- Лист от карта K-34-95. Мащаб: 1 : 100 000.